# Kratom
Kratom (lat. Mitragyna speciosa), vrsta drveta autohtonog u jugoistočnoj Aziji, iz koje se mogu dobiti psihotropne tvari. Pripada porodici broćevki, i rodu Mitragyna, dio tribusa Naucleeae.  
Vrsta je uvrštena u Hrvatskoj na temelju Zakona o suzbijanju zlouporabe droga na Popis droga, psihotropnih tvari i biljaka iz kojih se može dobiti droga te tvari koje se mogu uporabiti za izradu droga, pod Popis droga i biljaka iz kojih se može dobiti droga, pod 2. Popis psihotropnih tvari i biljaka, Odjeljak 1 - Psihotropne tvari sukladno Popisu 1. Konvencije UN-a o psihotropnim tvarima iz 1971. godine. FDA je upozorila da se kratom ne smije uzimati u medicinske svrhe niti kao alternativa opioidima, jer nema dovoljno dokaza da je siguran i učinkovit za bilo kakvu medicinsku uporabu. Zbog toga su opasne tvrdnje da je "kratom benigni i blagi proizvod koji je „samo biljka“".
Kratom je tropsko drvo iz Jugoistočne Azije. Stoljećima se kratomovo lišće primjenjuje radi ublažavanja bola. Jestivo je i može ga se jesti sirovo. Većinom ga se mrvi te primjenjuje u čajevima ili se pretvara u kapsule, tablete i tekućine. Ako je u malim količinama djeluje kao stimulans, dok u većim kao sedativ. DEA upozorava da u većim količinama kratom može dovesti do psihotičnih simptoma i psihološke ovisnosti. Američki Centar za kontrolu i prevenciju bolesti (eng. Centers for Disease Control and Prevention, CDC) izvijestio da je oko 42 % slučajeva korištenja kratoma prijavljenih između 2010. i 2015. imali su za posljedicu simptome bezopasne po život, ali je bio potreban tretman. Za oko 7 % izloženosti rezultat je bio da su bile velike i opasne po život. U nešto kraćem razdoblju, od 2014. do 2016. bilo je 15 smrtnih slučajeva povezanih s kratomom, kako je izvijestila DEA. Stoga je već nekoliko godina kratom na popisu lijekova i kemikalija od interesa DEA-e.
Kratom cilja na djelove mozga koji odgovaraju na droge poput morfija, kodeina i fentanila. Iz kratoma se izvlači sintetički sastojak (Mitraginin pseudoindoksil) koji za razliku od morfija ne dovodi do štetnih nuspojava poput otežanog disanja – što se zove respiratorna depresija – konstipacija, kao ni do fizičke ovisnosti, što je ispočetka davalo nadu u korisnost i neštetnost. Ipak, zbog te se pojave zbiva većina smrti od opioidnih predoziranja pa se zato kratom i dalje ispitivalo da bi se vidjelo da li se neki od njegovih sastojaka mogu iskoristiti za medicinske prednosti koje potencijalno stvaraju manju ovisnost. Zagovornici su tvrdili da kratom olakšava život od bolova, depresije i tjeskobe. Znanstvenici su spominjali mogućnost da kratom može biti ključ za liječenje kronične boli, pa čak i sredstvo za borbu protiv ovisnosti od opioidnih lijekova. Ipak, DEA (Drug Enforcement Administration) od 30. rujna 2016. zabranila je kratom zbog neposredne opasnosti za javnu sigurnost i svrstala ga je u razred I droga (Schedule I) gdje su heroin, LSD, marihuana i ecstasy. DEA je istakla da je kratom visoka potencijala za zlouporabu i da nema trenutnu medicinsku korist. Radi se o tome da se kratom koristio rekreativno ili u samoliječenju apstinencijskih simptoma kod ovisnika o opijatima. Ispitivanja preko računalnih modela pokazala su da 22 od 25 sastojka kratoma čvrsto se veže na mu-opioidne receptore slično kao i opioidni lijekovi. Spoznaje od vremena poslije zabrane pokazuju da je zabrana opravdana. Prijavljena su do veljače 2018. 44 smrtna slučaja u svezi s uporabom kratoma, uključujući i osam od studenog 2017. godine. FDA (US Food and Drug Administration) je opisala smrtni slučaj u osobe koja nije bila ovisnik o opijatima, dok kod ostalih smrtnih slučajeva radilo se da su ovisnici miješali kratom s ostalim lijekovima, uključujući i propisane opioidne lijekove, benzodijazepine, loperamid i zabranjene tvari.

## Vanjske poveznice
- Ekstrakt kratoma – “čudotvorni lijek”
- Što je kratom i zašto ga DEA hoće zabraniti
- KRATOM - NAJBOLJI Prirodni lijek protiv kroničnih bolova i ...